# М-65 (куртка)

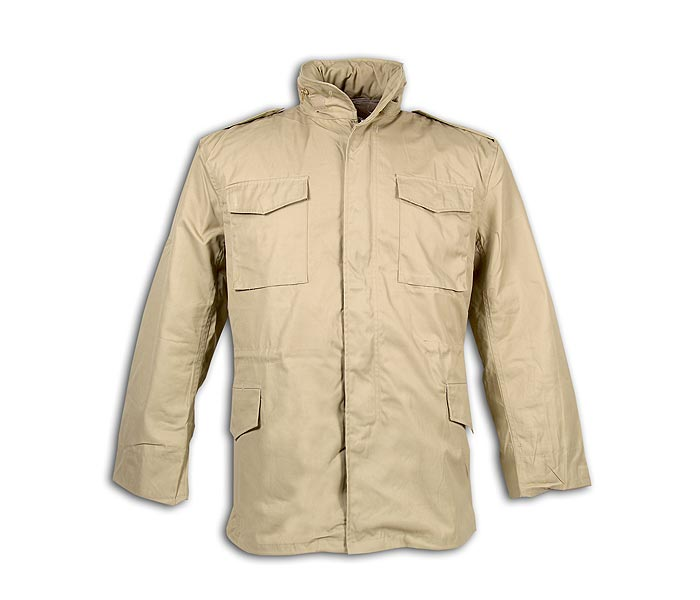
Куртка М-65

Куртка M-65 (англ. M-1965 Field Jacket) — польова військова куртка (кітель), що була розроблена для потреб армії США 1965 року.

## Створення
Початок своєї історії M-65 починає з польової куртки M-1943 часів Другої світової війни. M-1943 надійшла у війська США 1944 року. Її перше широке застосування відбулося під час десантування американських парашутистів під Арнемом у 1944 році.
В 1950 році на основі М-1943 була створена модель M-1950, в якій були додані внутрішні кнопки для кріплення підкладки, що знімалася. В 1951 році була створена модель M-1951, в якій були додані передні кнопки на клапані, що прикривав застібку-блискавку та на клапанах передніх кишень.
Нарешті, на основі M-1951 в 1965 році було розроблено модель М-65. Вона позіціонувалася як «польова куртка для холодної погоди» (англ. Coat, Cold Weather, Field), колір оливково-сіро-коричневий OG-107 (olive drab). Пізніше були розроблені інші варіанти забарвлень і камуфляжу (лісовий, пустельний, в'єтнамський камуфляж «тигрові смуги», чорний, синій та ін. Зміни не торкнулися основних деталей конструкції.
Польова куртка М-65 широко розповсюджена в арміях різних країн світу до цього часу. Вона стала основою для багатьох моделей одягу в стилі «мілітарі».

## Конструкція

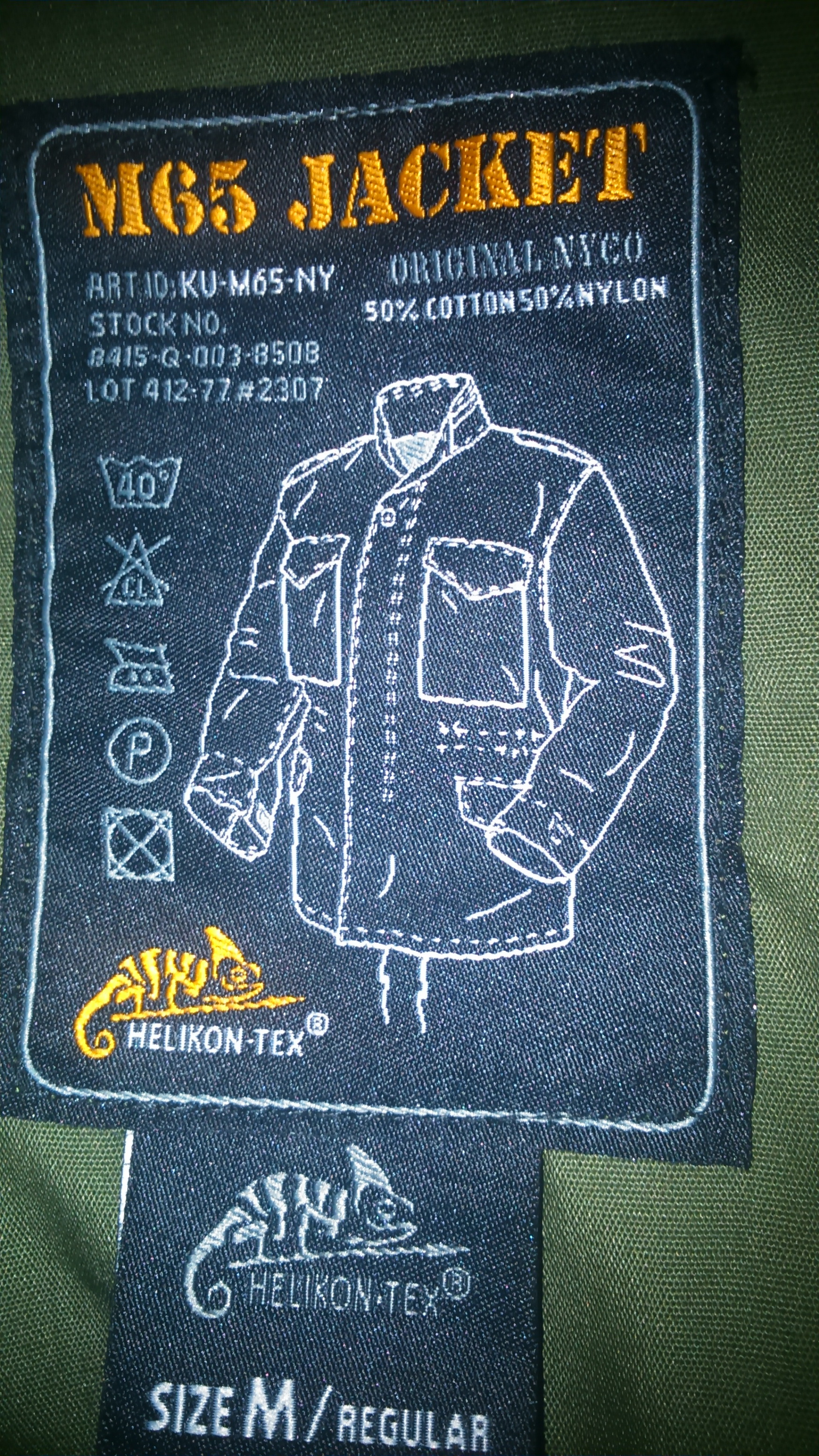
Інформаційний ярлик куртки М-65 виробництва фірми «Helikon-Tex»

Зпереду на куртці є дві великі прорізні кишені з клапанами по боках та дві середні накладні кишені з клапанами на грудях. Деякі виробники роблять внутрішню кишеню для документів. Куртка має дві системи стяжки шнурками: одна на поясі, інша — по нижньому краю куртки. Куртка має комір стійку, в якому ззаду є застібка-блискавка, що ховає капюшон. Спереду на комірі є застібка-фіксатор для щільного захисту. Застібається на товсту металеву застібку-блискавку з клапаном. На манжетах рукавів є вітрозахисні клапани, нашиті зсередини під комірцем.
На ньому вказано військову специфікацію, розміри, матеріал, умови експлуатації та обслуговування даної моделі. Підкладка ALS-92 (вкладиш) для куртки M65 — окрема деталь. Вона зроблена з стьобаного нейлону (кольору відповідного куртці), заповненого поліефіром.

## Версії куртки
Куртки M65, що випускалися для армії США, були доступні в чотирьох варіантах камуфляжу. Перші були оливково-зелені (OG-107) — їх випускали в 1966—1991 роках. З 1982 року, у зв'язку з рішенням про введення в армію камуфляжу Woodland, було розпочато виробництво курток в цьому камуфляжі, а в 1989 році також була представлена версія в пустельному камуфляжі DCU (3 Color Desert Pattern). Нещодавно, після введення універсального камуфляжу UCP в армію США, з'явився проект куртки M65 в цьому камуфляжі. Нова куртка мала кілька модифікацій, серед яких відсутність підплічників, липучок на плечах. Завдяки використанню більш технічно досконалих курток в армії США, оновлена куртка M65 не прижилась.
Зважаючи на високу корисність куртки, армії інших країн також використовують куртки за зразком М65. Такими прикладами можуть бути австрійська чи хорватська армія.

## Популярність
Останнім часом куртки такого типу вельми популярні серед цивільного населення. Особливо мисливців, рибалок, туристів. Куртка М-65 — зручний та практичний одяг для щоденного вжитку. Особливо в міжсезоння. Куртку М65 виробляють кілька компаній: Alpha Industries з Теннесі, Helikon-Tex з Польщі, Propper International Inc. та інші. В Україні, зокрема, її шиє також ТМ «Хамелеон». В куртці знімалося багато популярних акторів, зокрема, Роберт Де Ніро в фільмі «Таксист», Сильвестр Сталлоне в фільмі «Рембо: Перша кров», Аль Пачино в фільмі «Серпіко», Арнольд Шварценеггер в фільмі «Термінатор».